# Ярайкина, Розалия Николаевна
Розалия (Роза) Николаевна Ярайкина (31 августа 1968, Чебоксары) — советская и российская футболистка, защитница, российский футбольный тренер. Выступала за сборную России. Мастер спорта России (1997).

## Биография
Воспитанница футбольной секции Чебоксарского производственного объединения им. В. И. Чапаева. После образования женского чемпионата СССР стала выступать в составе местной «Волжанки» в высшей лиге, а после распада СССР продолжила играть в высшей лиге России. В 1995 году стала лучшим бомбардиром клуба (6 голов).
В ходе сезона 1996 года вместе с группой футболисток перешла из терпящей бедствие «Волжанки» во вновь созданный клуб первой лиги «Марсель» (позднее — «Рязань-ВДВ») и стала серебряным призёром турнира. С 1997 года в составе рязанского клуба выступала в высшем дивизионе, была в числе ведущих игроков команды. Становилась чемпионкой России (1999, 2000), бронзовым призёром (1997, 1998, 2001, 2002); обладательницей (1998) и финалисткой (1997, 1999, 2000, 2001) Кубка России. Включалась в списки 33-х лучших футболисток России (1999, № 2).
Сыграла один матч за сборную России — 11 октября 1998 года провела на поле первый тайм в отборочной игре чемпионата мира против Финляндии.
В конце сезона 2005 года в нескольких матчах исполняла обязанности главного тренера «Рязани-ВДВ», команда финишировала на четвёртом месте. Затем некоторое время работала тренером в Чебоксарах. В 2010-е годы — директор «Рязани-ВДВ», также работала детским тренером.
Окончила факультет физического воспитания Чувашского государственного педагогического института (1997).